# Mas-de-Londres
Mas-de-Londres là một xã thuộc tỉnh Hérault trong vùng Occitanie nước Pháp. Xã này nằm ở khu vực có độ cao trung bình 201 mét trên mực nước biển. Dân số thời điểm năm 1999 là 275 người.